# Elettariopsis
Elettariopsis es un género de plantas con flores perteneciente a la familia Zingiberaceae. Comprende 28 especies.
Son plantas herbáceas perennes que alcanzan un metro de altura con rizoma que tiene pseudotallos a intervalos. Las hojas son enteras o lobuladas, pecioladas, ovadas, lanceoladas o elípticas. Las inflorescencias crecen elevándose desde la base del pseudotallo con flores que se encuentran en una densa cabeza. Los frutos son cápsulas globosas.

## Especies
- Elettariopsis burttiana  Y.K.Kam, (1982)
- Elettariopsis chayaniana  Yupparach, (2008)
- Elettariopsis curtisii  Baker, (1892)
- Elettariopsis elan  C.K.Lim, (2003)
- Elettariopsis exserta (Scort.) Baker, (1892)
- Elettariopsis kandariensis  (K.Schum.) Loes. , (1930)
- Elettariopsis kerbyi  R.M.Sm., (1990)
- Elettariopsis latiflora  Ridl., (1863)
- Elettariopsis monophylla  (Gagnep.) Loes. , (1930)      (Hainan)
- Elettariopsis procurrens  (Gagnep.) Loes., (1930)
- Elettariopsis puberula  Ridl., (1926)
- Elettariopsis rugosa  (Y.K.Kam) C.K.Lim, (2003)
- Elettariopsis slahmong  C.K.Lim, (2003)
- Elettariopsis smithiae  Y.K.Kam, (1982)
- Elettariopsis stenosiphon  (K.Schum.) B.L.Burtt & R.M.Sm., (1972)
- Elettariopsis sumatrana  Valeton, (1921)
- Elettariopsis triloba  (Gagnep.) Loes., (1930)
- Elettariopsis unifolia  (Gagnep.) M.F.Newman, (1997)